# Bierbaum am Kleebühel
Bierbaum am Kleebühel ist ein Ort in der Marktgemeinde Königsbrunn am Wagram im Bezirk Tulln in Niederösterreich. Die Katastralgemeinde, in der er liegt, heißt etwas abweichend in einer älteren Namensform Bierbaum am Kleebigl. Bis Ende 1971 war Bierbaum am Kleebühel eine eigenständige Gemeinde.

## Geografie
Das Zeilendorf befindet sich zwischen dem Wagram und der Donau.

## Geschichte
Der Ort wurde 1230 urkundlich genannt. Der Ort zeigt sich entlang der Hauptstraße durch eine geschlossene Verbauung mit Zwerchhöfen, kleine Dreiseithöfen und Gassenfronthäusern. Im Jahr 1822 wurde der Ort als Dorf mit 51 Häusern genannt, das über eine Pfarre und eine Schule verfügte. Die Herrschaft Thürnthal und besorgte die Konskription. Die Landgerichtsbarkeit wurde von der Herrschaft Grafenegg ausgeübt. Die Untertanen und Grundholde des Ortes gehörten den Herrschaften Thürnthal, Neuaigen, Wetzdorf, Winklberg und Grafenegg. Laut Adressbuch von Österreich waren im Jahr 1938 in der Ortsgemeinde Bierbaum am Kleebühel ein Bäcker, ein Fleischer, ein Gastwirt, zwei Gemischtwarenhändler, ein Sattler, zwei Schmiede, ein Schuster, ein Viehhändler, ein Wagner und ein Landwirt mit Ab-Hof-Verkauf ansässig.
Die heutige Ortserweiterung im Osten erfolgte mit Einfamilienhäusern.
Mit 1. Jänner 1969 wurden im Zuge der Niederösterreichischen Kommunalstrukturverbesserung die ehemals eigenständigen Gemeinden Frauendorf an der Au und Utzenlaa nach Bierbaum am Kleebühel eingemeindet, ehe die neu entstandene Gemeinde mit 1. Jänner 1972 dann selbst nach Königsbrunn am Wagram eingemeindet wurde.

## Kultur und Sehenswürdigkeiten
- Katholische Pfarrkirche Bierbaum am Kleebühel hl. Laurentius
- Das Haus Nr. 40 hat eine Biedermeierfassade mit einem Wappen aus 1843.
- Gruftgewölbe im Keller des ehemaligen Schulhauses an der Nordseite der Pfarrkirche mit einer Grabplatte und einem Kruzifix zwischen Putten um das 16./17. Jahrhundert.